# 3dcart
3dcart é uma empresa tecnológica privada que desenvolve o software para as lojas online e as saídas comerciais. A empresa foi fundada em 1997. A sede da empresa fica em Tamarac, Florida.

## História
Em 1997 Gonzalo Gil fundou a empresa Infomart 2000 em Tamarac, Florida. Em 2001 a empresa apresentou a plataforma 3dcart. A 3dcart era fundada para maximizar as capacidades para os vendedores de varejo e os produtores. A plataforma 3dcart foi criada para maximizar as oportunidades para varejistas e fabricantes. A 3dcart era a 100% bootstrap até em Janeiro de 2010 se fechar o financiamento na quantia de 1.25 milhões de dólares. O serviço começou crescer após Amazon se declarasse a 3dcart uma decisão preferível para o comércio eletrónico. Em Março de 2017 a empresa declarou a colaboração com Square Inc. para a integração e recepção dos pagamentos com cartões de crédito através de sua plataforma. Em 2020 a empresa declarou a colaboração com Smartarget para aumentar a participação dos usuários.

## Produto
A 3dcart é uma aplicação em nuvem de comércio eletrónico para criação de loja online de comércio de varejo que usa Microsoft.NET 4.5 e outras tecnologias inclusive AngularJS, Elasticsearch, Lucene e Entity Framework 6. A plataforma de comércio eletrónico 3dcart tem o interface de usuário com as funções de administração. Há instrumentos de comércio eletrónico com ajuda dos que os clientes podem gestar sua loja online. API para o balcão da loja suporta vários interfaces de entrega e pagamento, por exemplo, FedEx, UPS e USPS. A 3dcart suporta muitos sistemas de pagamento, tais como 2checkout, Stripe, Solidcommerce, api2cart e outros.

## Modelo de negócio
A 3dcart é oferecida como o modelo SaaS com pagamento de assinante mensal.  A empresa cobra o pagamento adicional pelos serviços de prémios.

## Opiniões
Desde o momento de posta em funcionamento a 3dcart era bem aceitada pelos recursos online técnicos populares, tais como PCMag que assegura que a plataforma é “limpa, simples e cómoda em uso”. O serviço era mencionado em muitas publicações, inclusive em Ecommerce Platforms, GetApp e Gazette Review.